# Elio de Angelis
Elio de Angelis   (Roma, 26 de març de 1958 - Marsella, 15 de maig de 1986) va ser un pilot de curses automobilístiques italià que va arribar a disputar curses de Fórmula 1.

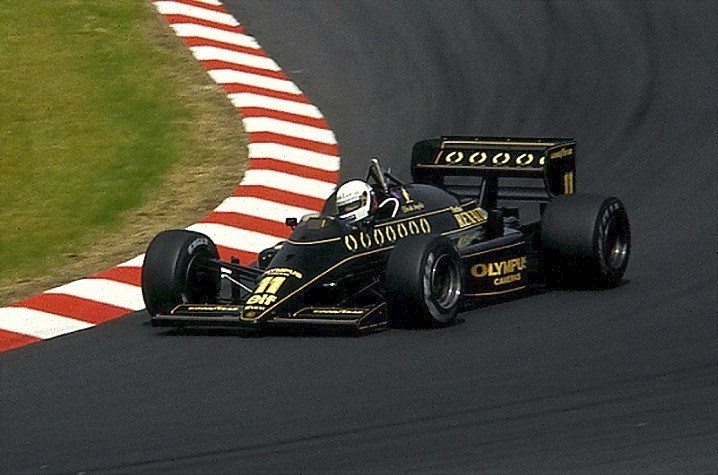
De Angelis amb un Lotus al GP d'Alemanya'85.

Va néixer el 26 de març del 1958 a Roma, Itàlia i va morir el 15 de maig del 1986 en un accident provant un monoplaça al circuit de Paul Ricard a Le Castellet, prop de Marsella, França.

## A la F1
Elio de Angelis va debutar a la primera cursa de la temporada 1979 (la 30a temporada de la història) del campionat del món de la Fórmula 1, disputant el 21 de gener del 1979 el G.P. de l'Argentina al circuit d'Oscar Alfredo Galvez.
Va participar en un total de cent nou curses puntuables pel campionat de la F1, disputades en vuit temporades consecutives (1979 - 1986), aconseguint dues victòries i nou podis, assolí cent vint-i-dos punts pel campionat del món de pilots.

## Resultats a la Fórmula 1
| Any  | Equip                          | Xassís  | Motor    | 1         | 2         | 3       | 4         | 5       | 6       | 7         | 8       | 9       | 10      | 11      | 12      | 13      | 14      | 15      | 16      | Posició | Punts |
| ---- | ------------------------------ | ------- | -------- | --------- | --------- | ------- | --------- | ------- | ------- | --------- | ------- | ------- | ------- | ------- | ------- | ------- | ------- | ------- | ------- | ------- | ----- |
| 1979 | Shadow Racing Team             | Shadow  | Ford     | ARG 7     | BRA 12    | SUD Ret | O.USA 7   | ESP Ret | BEL Ret | MON NVQ   | FRA 16  | GBR 12  | ALE 11  | AUT Ret | HOL Ret | ITA Ret | CAN Ret | USA 4   |         | 15 è    | 3     |
| 1980 | Team Essex Lotus               | Lotus   | Cosworth | ARG Ret   | BRA 2     | SUD Ret | O.USA Ret | BEL 10  | MON 9   | FRA Ret   | GBR Ret | ALE 16  | AUT 6   | HOL Ret | ITA 4   | CAN 10  | USA 4   |         |         | 7è      | 13    |
| 1981 | Team Essex Lotus               | Lotus   | Cosworth | O.USA Ret | BRA 5     | ARG 6   | SMR       | BEL 5   |         |           |         |         |         |         |         |         |         |         |         | 8è      | 14    |
| 1981 | Team Essex Lotus               | Lotus   | Cosworth |           |           |         |           |         | MON Ret |           |         |         |         |         |         |         |         |         |         | 8è      | 14    |
| 1981 | John Player Team Lotus         | Lotus   | Cosworth |           |           |         |           |         |         | ESP 5     | FRA 6   | GBR Ret | ALE 7   | AUT 7   | HOL 5   | ITA 4   | CAN 6   | LVG Ret |         | 8è      | 14    |
| 1982 | John Player Team Lotus         | Lotus   | Cosworth | SUD 8     |           |         |           |         |         |           |         |         |         |         |         |         |         |         |         | 9è      | 24    |
| 1982 | John Player Team Lotus         | Lotus   | Cosworth |           | BRA Ret   | O.USA 5 | SMR       | BEL 4   | MON 5   | E.USA Ret | CAN 4   | HOL Ret | GBR 4   | FRA Ret | ALE Ret | AUT 1   | SUI 6   | ITA Ret | LVG Ret | 9è      | 24    |
| 1983 | John Player Team Lotus         | Lotus   | Cosworth | BRA DSQ   |           |         |           |         |         |           |         |         |         |         |         |         |         |         |         | 17è     | 2     |
| 1983 | John Player Team Lotus         | Lotus   | Renault  |           | O.USA Ret | FRA Ret | SMR Ret   | MON Ret | BEL 9   | E.USA Ret | CAN Ret |         |         |         |         |         |         |         |         | 17è     | 2     |
| 1983 | John Player Team Lotus         | Lotus   | Renault  |           |           |         |           |         |         |           |         | GBR Ret | GER Ret | AUT Ret | HOL Ret | ITA 5   | EUR Ret | SUD Ret |         | 17è     | 2     |
| 1984 | John Player Team Lotus         | Lotus   | Renault  | BRA 3     | SUD 7     | BEL 5   | SMR 3     | FRA 5   | MON 5   | CAN 4     | E.USA 2 | USA 3   | GBR 4   | ALE Ret | AUT Ret | HOL 4   | ITA Ret | EUR Ret | POR 5   | 3r      | 34    |
| 1985 | John Player Special Team Lotus | Lotus   | Renault  | BRA 3     | POR 4     | SMR 1   | MON 3     | CAN 5   | E.USA 5 | FRA 5     | GBR NC  | ALE Ret | AUT 5   | HOL 5   | ITA 6   | BEL Ret | EUR 5   | SUD Ret | AUS DSQ | 5è      | 33    |
| 1986 | Motor Racing Developments      | Brabham | BMW      | BRA 8     | ESP Ret   | SMR Ret | MON Ret   | BEL     | CAN     | E.USA     | FRA     | GBR     | ALE     | HUN     | AUT     | ITA     | POR     | MEX     | AUS     | -       | 0     |

### Resum[2]
| Curses:   | Victòries: | Pòdiums: | Poles: | Voltes ràpides: | Punts: |
| --------- | ---------- | -------- | ------ | --------------- | ------ |
| 109 (108) | 2          | 9        | 3      | 0               | 122    |